# Roca de la Purísima
La Roca de la Purísima es una de las rocas de las festividades del Corpus Christi de la ciudad de Valencia.

## Descripción
La imagen principal representa la Inmaculada Concepción, con la inscripción "Tota pulchra es Maria". En la parte delantera de la roca hay una escultura de Santa Elena con la Cruz de Jerusalén y un corazón en llamas en la mano derecha, mientras que en la parte trasera figura Judit con la cabeza de Holofernes. Las esculturas de Judit y la Inmaculada fueron renovadas en 1815. En la base de la roca figuran atributos marianos como el pozo, el sol, la luna, la puerta o el Arca de la Salvación.
Lleva dos cirios y seis pebeteros con flores

## Historia
Esta roca fue construida en 1542 con el nombre de María del Te Deum, el cual ya había llevado otra hecha en 1512. Cambió de apelación en 1665 con motivo de unas solemnes fiestas dedicadas a la Purísima Concepción decretadas por Alejandro VII . Este papa ordenó por el decreto Iteratis Plisque precibus que en Valencia, así como en Cataluña, Aragón, Castilla, Navarra y las Indias, se rezase el oficio de la Inmaculada Concepción con octava.

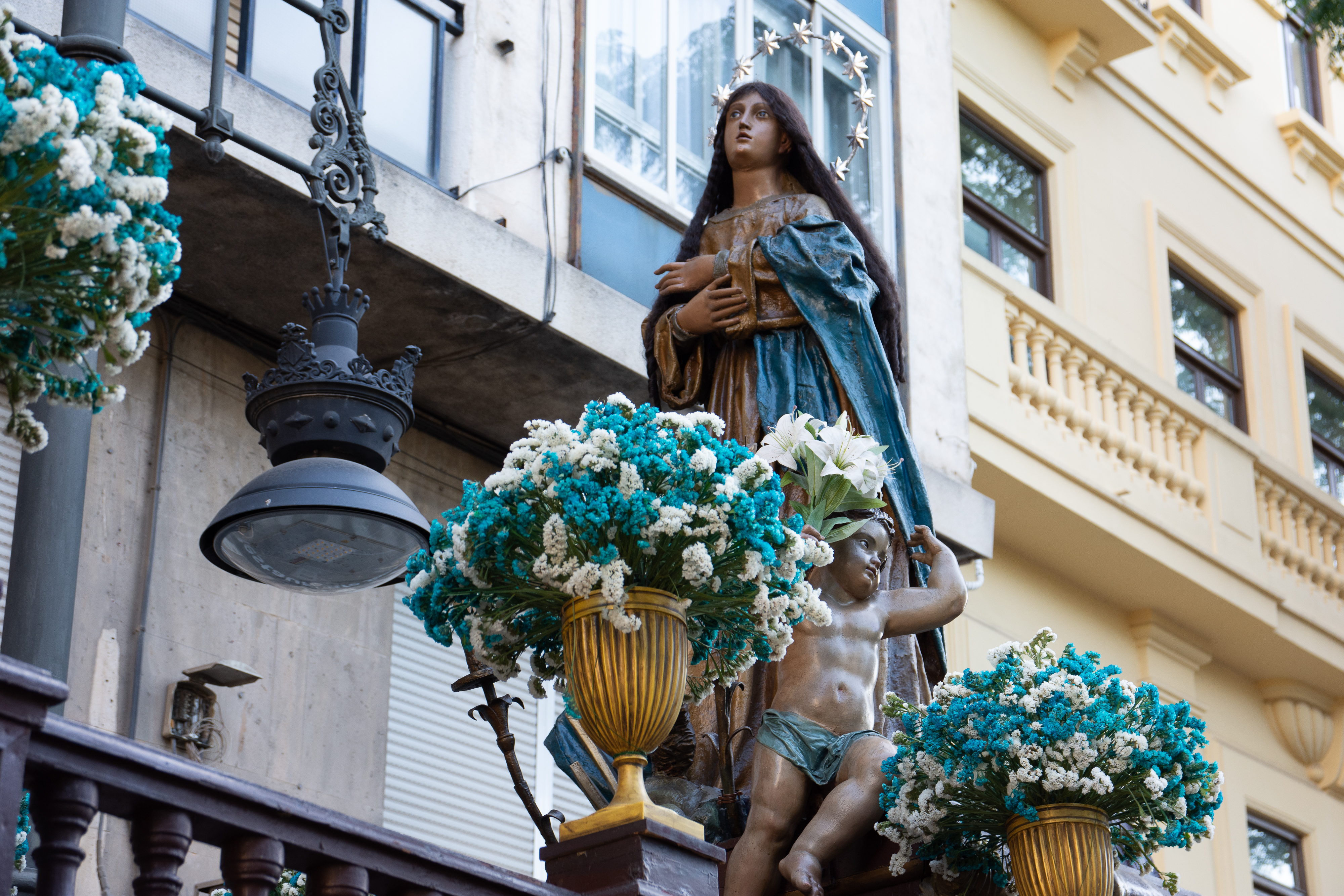
Imagen de la Inmaculada y decoración de flores

La historia de su conservación es bastante similar a la de las otras rocas anteriores a 1960. Sometida a una renovación en 1867 con motivo del segundo centenario de la Virgen de los Desamparados, sufrió la riada de 1897, que comportó una rehabilitación. La instalación de los cables de suministro eléctro, especialmente los del tranvía, hizo que fuera reducida en altura, y nuevamente la gran riada de 1957 la dañó. La restauración terminó en 1959.
Originalmente en el carro se representaba una "danseta de llauradorets", niños que representaban la pureza y la inocencia simbolizadas en la advocación de la roca.
A finales del siglo XIX, momento de mayor devoción inmaculista, los estudiantes de la Universidad de Valencia acudían a la Seo, desenganchaban las caballerías del tiro, y arrastraban ellos mismos el carro.